# Joya Mooi
Joya Mooi (9 december 1990) is een Nederlands-Zuid-Afrikaanse zangeres, liedschrijver en muziekproducent. Ze maakt sinds 2010 muziek en heeft sindsdien vier albums, één dubbelalbum en drie ep's uitgebracht.

## Biografie
Mooi is geboren uit een Zuid-Afrikaanse vader en een Nederlandse moeder. Haar vader sloot zich op jonge leeftijd aan bij het Afrikaans Nationaal Congres, en toen deze partij illegaal werd in Zuid-Afrika, vluchtte hij naar Angola. Hier ontmoette hij de latere moeder van Mooi, toen werkend in een ziekenhuis en ondertussen daar politiek actief voor de onafhankelijkheid van het Afrikaanse land. Het koppel kreeg drie kinderen, voordat ze naar Nederland vertrokken. Als laatste kind werd in Nederland Joya geboren. De familie vestigde zich in Deventer. 
In haar jeugd groeide de zangeres op met veel jazz. Zelf begon ze met het spelen van de saxofoon, en later ging ze zingen. Op haar vijftiende begon ze een opleiding aan de ArtEZ Conservatorium. Hier lag haar focus op jazz, maar ook andere genres kregen haar aandacht, zoals neosoul, r&b en hiphop. Ondertussen verhuisde ze zelf naar Amsterdam, op zoek naar mensen die hetzelfde zijn zoals zij. In Deventer voelde ze zich een vreemde eend in de bijt, wegens het gebrek aan biculturaliteit.

### 2010 - 2013:Hard melk,Mister SinisterenCrystal Growth
In 2010 kwamen haar eerste muzikale uitgaven. Debuutalbum Hard melk werd uitgebracht in maart en met de Zwolse producer Kubus maakte ze een soundtrack voor een Nederlandse heruitgave van het boek Lord of the Barnyard van Tristan Egolf in de vorm van een ep met de titel Mister Sinister. Deze ep werd uitgebracht in juni 2011, maar zou eigenlijk al in 2010 op Crossing Border worden gereleased met de titel Welkom in de hel. Omdat de uitgave van het boek uiteindelijk niet doorging, besloten Mooi en Kubus de ep om te dopen naar Mister Sinister en zelf uit te brengen. Twee jaar later werd het jazzalbum Crystal Growth op de markt gebracht, welke grotendeels werd geproduceerd door Dennis Maks en Mooi zelf. Hiermee deed ze begin 2014 een tournee door Indonesië.

### 2017 - 2020:The Waiting Room,The Ease of OthersenBlossom Carefully
Mooi verloor in 2014 haar broer aan de hersenziekte Moyamoya. Na een langere periode zonder het uitbrengen van muziek, kwam ze in 2017 met het album The Waiting Room. Dit album is volledig gewijd aan haar broer; toen hij de laatste maanden van zijn leven in het ziekenhuis lag, was het schrijven van muziek voor Joya Mooi een manier om te reflecteren wat er allemaal in haar leven gebeurde. De titel verwijst ook naar de tijd die zij doorbracht in de wachtruimte in het ziekenhuis, terwijl ze ondertussen bezig was met tekstschrijven.
Na The Waiting Room ging Mooi op zoek naar haar eigen identiteit, historie en biculturaliteit, wat ze vastlegde in de nummers op het album The Ease of Others uit 2019. Ze gaat onder meer in op het verhaal van haar vader in Zuid-Afrika. Het album werd grotendeels geproduceerd door hiphopproducers Blazehoven en Sim Fane. Begin 2020 trad ze met The Ease of Others op op Grasnapolsky. Na The Ease of Others volgde de ep Blossom Carefully, met zelfontplooiing als thema. Kort voor het uitbrengen van deze ep werd ze bij NPO 3FM uitgeroepen tot 3FM Talent.

### 2021 - heden:What's Around The CornerenOpen Hearts
Begin 2021 was Mooi te zien op de digitale editie van het showcasefestival Noorderslag en ondertussen werden verschillende singles uitgebracht, zoals Remember, My Favourite en Most Frail. Toen optredens in 2022 na de coronapandemie weer mogelijk waren, deed Mooi een tournee langs verschillende Zuid-Afrikaanse steden. Aan het eind van dat jaar kwam ze met het eerste deel van het dubbelalbum What's Around The Corner. Dit album bestaat uit twee delen; het thema van het eerste deel beschreef Mooi in het Engels als "escapism, seeking clarity", terwijl ze het tweede deel omschreef met "I’m hoping to bring resolution to end certain cycles." Deel 2 werd in begin 2023 uitgebracht. De productie van het album lag in de handen van Sim Fane, SIROJ, Blazehoven, Elijah Waters en Mooi zelf.
Met What's Around The Corner werd er opnieuw getoerd door Zuid-Afrika en in Nederland stond ze in het voorprogramma bij de tournee van Benny Sings. Verder speelde ze in dat jaar onder andere op de festivals Motel Mozaïque en Valkhof Festival en trad ze op in het Amsterdamse poppodium Melkweg. Voor een samenwerking met het Mauritshuis werd in maart 2023 het nummer Black Horses geschreven, geïnspireerd door het schilderij Twee Afrikaanse mannen van Rembrandt van Rijn.
In 2024 werden weer verschillende singles uitgebracht. Eerst was daar Don't Count Me In met .multibeat, opgevolgd door Don't Answer en Poster Child. De laatste twee singles stonden in augustus 2024 op de ep Open Hearts. Thema van deze ep is identiteit, waarbij ze verhalen verteld van verschillende historische figuren. Door het Zuid-Afrikaanse muziektijdschrift Texx And The City werd het omschreven als een "prachtig eerbetoon aan historische verhalen uit de diaspora". In november 2024 bracht Mooi de ep ten gehore bij een optreden in Paradiso.

## Muziekstijl
Mooi is opgegroeid met jazz en tevens muzikaal opgeleid als jazzartiest. In haar eerdere werken is de jazz dan ook het voornaamste genre, al zijn bij debuutalbum Hard melk al hiphop-invloeden te horen. In latere werken kwamen andere genres in haar muziek op. Zo werd haar album The Ease of Others door 3voor12 ingedeeld in de stijlen dreampop, indie, hiphop en jazz. Bij het dubbelalbum What’s Around The Corner werd ze door hetzelfde platform in de soul/r&b-hoek ingedeeld, met een elektronisch randje.
Mooi gaf aan verschillende invloeden te hebben. In haar jeugd werd Oscar Peterson veel gedraaid en zelf haalt ze inspiratie uit de muziek van Etta James en Georgia Anne Muldrow. Andere artiesten waarvan ze heeft aangegeven dat zij als inspiratie dienen, zijn SZA, Beach House, Nana Adjoa en Spelling.

## Discografie (albums en ep's)
- Hard melk (album, 2010)
- Mister Sinister (ep, 2011, met Kubus)
- Crystal Growth (album, 2013)
- The Waiting Room (album, 2017)
- The Ease of Others (album, 2019)
- Blossom Carefully (ep, 2020)
- What's Around The Corner (dubbelalbum, 2022/2023)
- Open Hearts (ep, 2024)